# Jacopo Bassano
Jacopo Bassano of Jacopo da Ponte (Bassano del Grappa, ca. 1510 - aldaar, 13 februari 1592) was een Italiaanse kunstschilder die vooral actief was in de republiek Venetië. Zijn achternaam verwijst naar zijn geboorteplaats.
Zijn vader Francesco Bassano de Oude was ook schilder. Jacopo heeft een deel van zijn stijl overgenomen. Jacopo schilderde vooral dieren, boerderijen en landschappen. Hij werd aanvankelijk opgeleid in het atelier van zijn vader, later in die van Bonifacio Veneziano. Zijn stijl volgde het voorbeeld van Titiaan. Na gewerkt te hebben in Venetië en andere Italiaanse steden, richtte hij een atelier op in Bassano met zijn vier zonen: Francesco de Jongere, Girolamo, Giovanni Battista en Leandro. 
Opmerkelijke werken van Jacopo Bassano zijn onder andere Jacobs terugkeer naar Kanaän, Acteon en de Nimfen en Het Laatste Avondmaal.

## Galerij

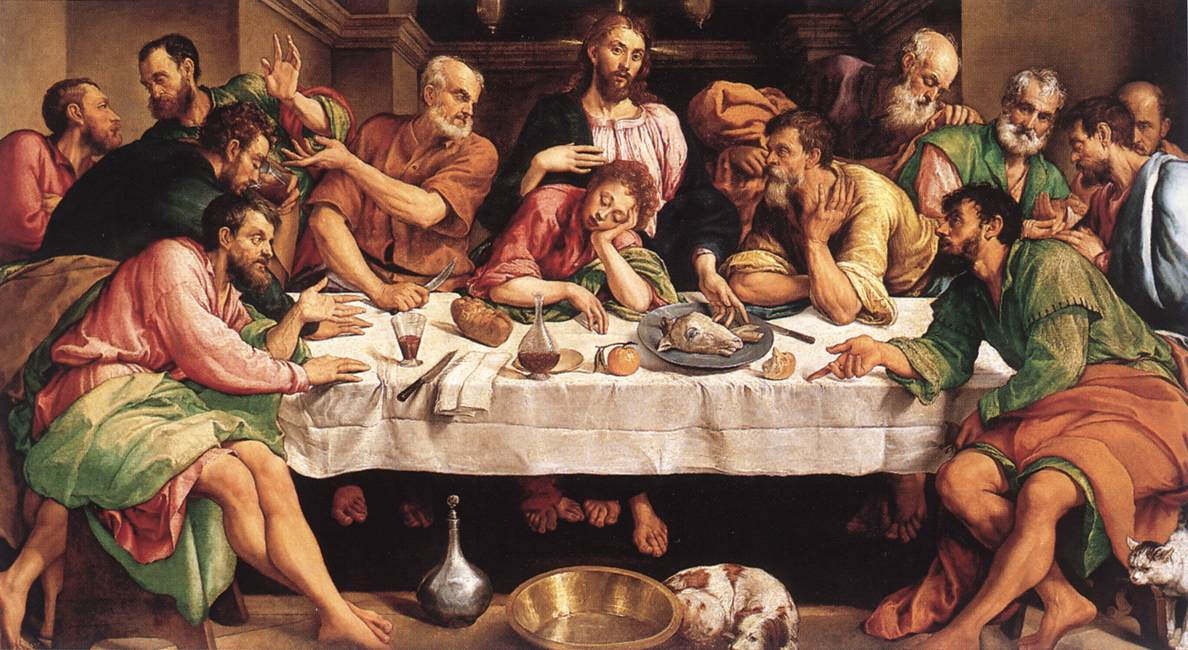
Het Laatste Avondmaal, 1542
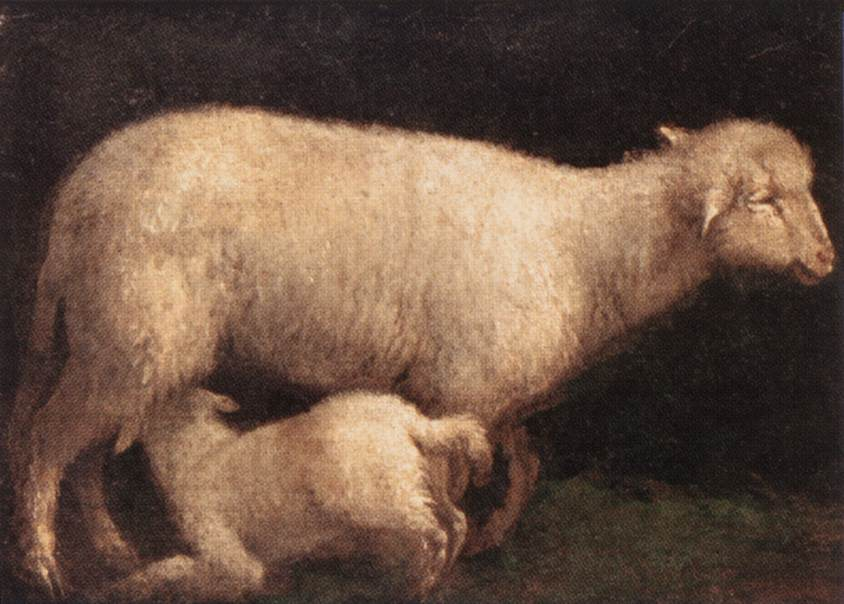
Schaap met lam
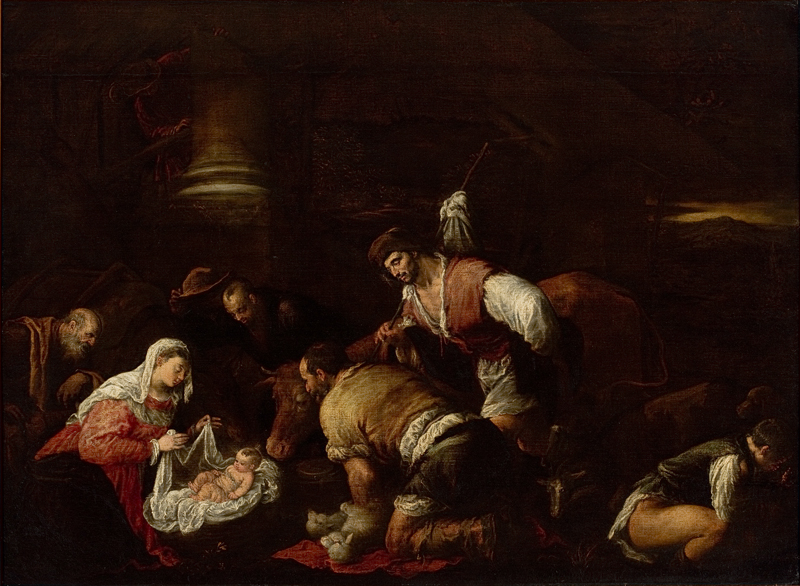
Aanbidding der herders (ca. 1580 - 1590)